# Waynesville (Ohio)
Waynesville é uma vila localizada no estado norte-americano de Ohio, no Condado de Warren.

## Demografia
Segundo o censo norte-americano de 2000, a sua população era de 2558 habitantes.
Em 2006, foi estimada uma população de 3015, um aumento de 457 (17.9%).

## Geografia
De acordo com o United States Census Bureau tem uma área de
6,1 km², dos quais 5,9 km² cobertos por terra e 0,2 km² cobertos por água. Waynesville localiza-se a aproximadamente 264 m acima do nível do mar.

## Localidades na vizinhança
O diagrama seguinte representa as localidades num raio de 12 km ao redor de Waynesville.